# Рассадин, Станислав Борисович
Станисла́в Бори́сович Расса́дин (4 марта 1935, Москва — 20 марта 2012, там же) — литературный критик и литературовед. Автор литературоведческих и литературно-аналитических статей и книг.
Принадлежал к плеяде «шестидесятников» (общественное течение, появившееся в годы хрущёвской «оттепели»). Считается, что термин «шестидесятники» ввёл именно он:

«Шестидесятники. Книги о молодом современнике». Статью под таким заглавием критик Станислав Рассадин напечатал в 1960 г. в журнале «Юность» (№ 12, 1960, с. 58-62). Слово прижилось, вошло в обиход.

## Биография
Отец, Борис Матвеевич Рассадин (1902—1941), музыкант, погиб на фронте. Мать, Варвара Егоровна Рассадина, партработник, умерла вскоре после войны. Воспитывался бабушкой.
Окончил филологический факультет МГУ имени М. В. Ломоносова (1958). В студенческие годы публиковал пародийные стихотворения в соавторстве с Евгением Мартюхиным (псевдоним «Братья Рассартюхины»).
Работал в издательстве «Молодая гвардия» (1958—1959), «Литературной газете» (1959—1961), журнале «Юность» (1961—1963). Помимо этого, публиковал литературоведческие статьи в различных СМИ: журналах «Октябрь», «Огонёк», «Слово/Slovo» (США, двуязычный — русский с переводом на английский), «Знамя», «Дружба народов», «Вопросы литературы», «Арион», «Новый мир», «Литературное обозрение», «Континент», газетах «Известия», «Новая газета», «Век», «Вёрсты», альманахе «Апрель» и других.
В 1970-х годах совместно с Б. Сарновым был автором популярных детских литературоведческих радиопередач «В стране литературных героев». Главными действующими лицами были школьник Гена и профессор Архип Архипович, который открывает путь юным слушателям в неожиданную страну, «страну» художественной литературы и оживших художественных персонажей. Позже сценарии радиопередачи были изданы отдельными книгами.
В период «перестройки» постоянно выступал с острыми полемическими статьями в «Огоньке», «Литературной газете» и «толстых» журналах.
В 2007 году Станислав Рассадин был удостоен премии Союза журналистов России «Золотое перо России».

## Основные работы
- Николай Носов. Критико-биографический очерк. — М.: Детгиз, 1961.
- О стихах последних лет. — М.: Знание, 1961.
- Разговор с читателем. — Красноярск, 1962. — 128 с.
- Обыкновенное чудо. Книга о сказках для театра. — М.: Детская литература, 1964.
- Книга про читателя. — М.: Искусство, 1965.
- Липовые аллеи. Сборник литературных пародий. В соавторстве с Л. Лазаревым и Б. Сарновым. — М.: Советская Россия, 1966.
- Так начинают жить стихом. Книга о поэзии для детей. — М.: Детская литература, 1967.
- Ярослав Смеляков. — М.: Художественная литература, 1971.
- Кайсын Кулиев. — М.: Художественная литература, 1974.
- Цена гармонии. — Ереван: Советакан грох, 1976. — 256 с.
- Драматург Пушкин. Поэтика, идеи, эволюция. — М.: Искусство, 1977. — 360 с.
- Рассказы о литературе. — М.: Детская литература, 1977 (в соавт. с Б. Сарновым). — 352 с., 50 000 экз.
- В стране литературных героев. — М.: Искусство, 1979 (в соавт. с Б. Сарновым).
- Фонвизин. — М.: Искусство, 1980. — 288 с.
- Круг зрения. — М.: Детская литература, 1982.
- Спутники. — М.: Советский писатель, 1983.
- Испытание зрелищем. Поэзия и телевидение. — М.: Искусство, 1984.
- Сатиры смелый властелин. — М.: Книга, 1985. — 268 с.
- Никогда никого не забуду. Повесть об Иване Горбачевском. — М.: Политиздат, 1987. — 352 с.
- Расплюев и другие. — М.: Правда, 1988. — 48 с.
- Предположения о поэзии. — М.: Советский писатель, 1988.
- Гений и злодейство, или Дело Сухово-Кобылина. — М.: Книга, 1989—352 с.
- С согласия автора. Об экранизации отечественной классики. — М.: Киноцентр, 1989. — 128 с.
- Новые приключения в стране литературных героев. — М.: Искусство, 1989.
- После потопа. — М.: Правда, 1990.
- Я выбираю свободу (Александр Галич). — М.: Знание, 1990.
- История актера моего поколения. Михаил Козаков. — М.: Киноцентр, 1993 — 95 с.
- Очень простой Мандельштам. — М.: Книжный сад, 1994. — 152 с.
- Русские, или Из дворян в интеллигенты. — М.: Книжный сад, 1995. — 416 с.
- Русская литература: От Фонвизина до Бродского. — М.: Слово/Slovo, 2001. — 288 с.
- Самоубийцы. Повесть о том, как мы жили и что читали. — М.: Текст, 2002. — 480 с.
- Книга прощаний. Воспоминания. — М.: Текст, 2004.
- Невольник чести, или Драматург Пушкин. — СПб., 2006.
- Советская литература. Побежденные победители. — М.: Новая газета, Инапресс, 2006.
- Дневник стародума. — М.: Новая газета, 2008.
- Голос из арьергарда. Портреты. Полемика. Предпочтения. Постсоцреализм. — М.: Время, 2007. — 384 c. — ISBN 978-5-9691-0203-3.
- Умри, Денис, или Неугодный собеседник императрицы (История жизни и творчества Дениса Ивановича Фонвизина). — М.: Текст, 2008.